# شمالنبرغ
اشمالنبرغ (بالألمانية: Schmallenberg) هي  مدينة ومنتجع صحي مناخي وبلدية ألمانية  تقع في ألمانيا في  قضاء ساورلاند العليا. يقدر عدد سكانها بـ 25,555 نسمة . حسب المنطقة ، فهي ثالث أكبر مدن وبلدات ولاية شمال الراين وستفاليا وثاني أكبر منطقة في إقليم ويستفاليا.

## المدن التوأمة
مدن ويميريوكس وبورغس هيل هي مدن توأمة لـشمالنبرغ.

## أعلام
- توم أستور
- كريستين كوش